# Rajendra Ier

L'empire Chola sous Rajendra Ier, vers 1030

Rajendra Ier, né vers 971 à Thanjavur et mort en 1044 à Brahmadesam, est un souverain tamoul de la dynastie Chola. L'un des plus grands conquérants de l'histoire indienne, son règne amorce l'apogée du royaume Chola, qui devient la principale puissance politique, économique et militaire du sous-continent indien.

## Biographie
Alors qu'il n'est encore que prince, Rajendra prend la tête de l'armée et fait campagne contre les Tchalukya occidentaux et les princes d'Anuradhapura, obtenant ses premières victoires. Il apaise ensuite les rebellions des seigneuries vassales Chera et Pandya. 
Parvenu au trône, Rajendra parachève la conquête du royaume d'Anuradhapura, obtenant une suzeraineté de fait sur toute l'île de Ceylan. Il étend l'empire Chola vers le nord par ses victoires sur le Kalinga et le Bengale, et simultanément annexe les archipels des Laquedives et des Maldives, (Munnir Palantivu Pannirayiram, Province des Trois mers). Ces îles deviennent autant de bases stratégiques pour sa flotte. Sa grande campagne contre les côtes malaises s'achève par la soumission de Srivijaya, de Kedah, de Tambralinga et de Pégou, assurant des revenus réguliers à un empire en pleine croissance territoriale.
Rajendra se tourne ensuite contre l'Empire Pala dont il pille le trésor. Avec ce butin, il fonde sa nouvelle capitale, Gangaikondacholapuram, destinée à devenir le principal foyer commercial de l'empire Chola : pour la fortifier, Rajendra fait creuser un lac, et fortifie la citadelle de puissantes murailles sur des remblais. Il y fait édifier le plus grand temple de l'époque, le Temple de Brihadesvara. Rajendra, quoique de confession shivaïte, sut se montrer tolérant envers ses sujets bouddhistes, et même fit construire plusieurs stupas à travers l'Inde et la Malaisie.
Après la conquête du détroit de Malacca et des côtes de Malaisie, Rajendra a pris conscience de l'importance du système des comptoirs (emporia). Les comptoirs vendent au négociant le plus offrant, s'adaptent aux besoins de la demande, mais leur contrôle impose de maintenir des troupes en activité. 
Rajendra noue des alliances avec l'Empire khmer ainsi qu'avec la Chine des Song, où il recrute des mercenaires. Vers l'ouest, les Cholas reprennent le commerce des épices avec le Califat abbasside, l’Empire byzantin, les Turcs Seldjoukides et le royaume de Géorgie.

## Représentation dans la culture
- La campagne dravidienne d'Age of Empires II: DE suit l'histoire de Rajendra.